# Línea 41 (Dbus)
La línea 41 de Dbus conecta Gros y Egia con Loiola y Martutene.

## Paradas

### Hacia Virgen del Pilar
- Groseko Anbulatorioa 8 17 40
- Nafarroa 34 8 17 40
- Fernando Sasiain 29 33 37
- Cocheras Dbus 9 27 29 33
- Matigotxotegi 9 27
- Virgen del Carmen 65 9 27 42
- Virgen del Carmen 43 9 27
- Virgen del Carmen 3 9 27
- Barcelona 10 24 26 31
- Barcelona 26 24 26 31 E21
- La Salle 24 26 31
- Loiola 12 26 31
- Hipika 12 26 31
- Renfe Loiola 26 31
- Antzieta 26 31
- Renfe Martutene 26
- Tranbia 1 26
- Ibai Alde 26
- Larrun Mendi (Entrada gasolinera) 26

### Hacia Boulevard 13
- Larrun Mendi (Entrada gasolinera) 26
- Larrun Mendi 26
- Campo Fútbol 26
- Martutene 53 26
- Kartzela 26 31
- Antzieta 31 26 31
- Txomin Enea 26 31
- Hípica Cuarteles 26 31
- Patxillardegi 24 26 27 31
- Loiola-Topo 24 26 27 31
- Loiola Parking 24 26 27 31
- Barcelona 35 26 27 31 E21
- Barcelona 15 26 27 31
- Egia 17
- Frantziskotarrak 9
- Duque de Mandas 3 9
- Plaza Euskadi 9 36
- Iparragirre 8 8 17 40
- Zurriola Kursaal 8 17 40
- Zurriola 36 8 17 40
- Groseko Anbulatorioa 8 17 40